# Ленгдорф
Ленгдорф (нім. Lengdorf) — громада в Німеччині, розташована в землі Баварія. Підпорядковується адміністративному округу Верхня Баварія. Входить до складу району Ердінг.
Площа — 33,90 км2. Населення становить 2763 ос. (станом на 31 грудня 2020).